# Trzy starty
Trzy starty – polski film obyczajowy z 1955 roku. Film składa się z trzech oddzielnych nowel filmowych poświęconych innej dyscyplinie sportu (pływaniu, boksowi i kolarstwu). Każda z nich została wyreżyserowana przez innego reżysera. Byli to: Ewa Petelska, Czesław Petelski i Stanisław Lenartowicz. Scenariusze do dwóch z tych nowel oparte były na literackich pierwowzorach – dla noweli bokserskiej było to opowiadanie Bierz rękawice! Mariana Promińskiego, a dla noweli kolarskiej opowiadanie Zwycięstwo będzie za metą Stanisława Dygata.

## Fabuła
W przedziale pociągu spotyka się trzech trenerów sportowych. Każdy z nich opowiada historię swoich wychowanków. Trener pływania mówi o jednej ze swoich podopiecznych, która straciła szansę na mistrzostwo polski z powodu rozrywkowego stylu życia, trener kolarstwa opowiada o młodym kolarzu który wygrywa jeden z etapów wyścigu łamiąc zasady fair play wobec jednego ze swoich kolegów, zaś trener boksu przedstawia historię młodego boksera, który został usunięty z klubu za udział w bijatyce na potańcówce. Wszyscy trzej starają się przedstawić problemy współczesnego sportu, na ogół nieznane szerokiej publiczności.

## Obsada
- Elżbieta Polkowska – Hanka
- Zdzisław Karczewski – trener pływacki
- Ryszard Ostałowski – Tadeusz
- Barbara Rachwalska – matka Hanki
- Adam Danielowicz – ojciec Hanki
- Adam Brodzisz – Kałużny
- Bogumił Kobiela – Stefan
- Zbigniew Jabłoński – dziennikarz
- Krystyna Denisiuk – Zosia
- Bogumił Kobiela – Stefan
- Zygmunt Zintel – pasażer
- Leon Niemczyk – fotoreporter
- Edward Wichura – działacz klubu
- Feliks Żukowski – sędzia pływacki
- Jerzy Antczak – Józef
- Janusz Kłosiński – Balcerzak
- Katarzyna Łaniewska – Basia
- Józef Łodyński – Gienek
- Włodzimierz Kwaskowski – sprawozdawca na zawodach bokserskich
- Roman Polański – brat Basi
- Ryszard Filipski – Mietek
- Zbigniew Cybulski – Leśniak
- Jerzy Smyk – sędzia kolarski
- Mieczysław Łoza – mechanik
- Witold Skaruch – reporter
- Stanisław Igar – mówca na stadionie
- Wacław Kowalski – kolejarz na zabawie
- Bogdan Baer – kolarz
- Jerzy Kaczmarek – kolarz
- Stanisław Bareja – kolarz
- Józef Pieracki – pijaczek na mecie etapu
- Jarema Stępowski – członek orkiestry na mecie etapu

i in.

## Krytyka
Film był dużym rozczarowaniem dla krytyki. Po tak udanych produkcjach w wykonaniu twórców młodego pokolenia filmowego jak: Pokolenie, Gwiazdy muszą płonąć i Błękitny krzyż, spodziewano się kolejnego, śmiałego, pełnego i bogatego ideowo i artystycznie dzieła. Tymczasem otrzymano film grzeszący surowym dydaktyzmem, wykład graniczący z kaznodziejstwem. Krytykowano banalną i ospałą i jak na film "sportowy" akcję (wyjątek czyniono dla noweli kolarskiej), pretensjonalne i sztuczne dialogi.

## Plenery
Zdjęcia plenerowe kręcono w następujących lokacjach: Warszawa, Bielsko (kąpielisko "Panorama"), Kraków, Nowa Huta, Wałbrzych (stadion "Górnika", widoczny budynek I LO obok korony stadionu).